# Polarsun SUV
Le Polarsun SUV est un SUV chinois.